# Microcos paucicostata
Microcos paucicostata är en malvaväxtart som beskrevs av Karl Ewald Maximilian Burret. Microcos paucicostata ingår i släktet Microcos och familjen malvaväxter. Inga underarter finns listade i Catalogue of Life.